# Dalabergslagen
Dalabergslagen eller Nedre Dalarna är den del av Dalarna som är en del av Bergslagen och inte tillhör Övre Dalarna (Egentliga Dalarna). Området har, liksom resten av Bergslagen, haft gruv- och järnhantering som basnäring. 
Dalabergslagen, som är uppdelat i Kopparbergslagen, Österbergslagen och Västerbergslagen, omfattar ungefär kommunerna Falun, Borlänge, Ludvika, Smedjebacken, Avesta, Hedemora och Säter.

## Kopparbergslagen
Se även Falun och Kopparbergslagen och Stora Kopparberget.
Kopparbergslagen är ett kulturhistorisk och geografiskt område som utgör den nordligaste delen av Dalabergslagen. Det motsvaras idag av Falu kommun (utom Bjursås socken) samt Torsångs socken av Borlänge kommun.
1550 las området under fogden vid Borns hyttegård (i nuvarande Falun), då samtidigt Borns hyttegårds län bildades. Detta  varierade sedan i omfattning, upplöstets och återbildades, för att från 1591 eller senast i början av 1600-talet övergått till att utgöra ett "vanligt" fögderi.

### Socknar/församlingar
- Falu kommun, del av
  - Aspeboda socken
  - Envikens socken
  - Falu Kristine församling
  - Stora Kopparbergs socken
  - Sundborns socken
  - Svärdsjö socken
  - Vika socken
- Borlänge kommun, del av
  - Torsångs socken

## Västerbergslagen
Västerbergslagen är ett geografiskt område i södra Dalarna som motsvarar Ludvika och Smedjebackens kommuner. Säfsnäs socken brukar dock inte inräknas, eftersom den historiskt hör samman med Västerdalarna. Under 1800- och 1900-talet var det en omfattande gruvdrift i området.
Västerbergslagen, som även har kallats Västra Järnbergslagen, fick sina bergsprivilegier år 1340, då asyl gavs åt alla biltoga utom mördare och förrädare. Till bergslaget hör framför allt Norrbärke socken, Söderbärke socken och Malingsbo socken. Som ett eget bergslag räknas ibland Grangärde bergslag som innefattar Grangärde socken och Ludvika socken. I södra bergslaget finns finnmarken som löper mot Nya Kopparberget. Bergsting hölls i Smedjebacken för Norr- och Söderbärkes bergslager, och i Sunnansjö för Grangärde bergslager och Västerdalarna. Bergslaget har vuxit fram i anslutning till Västra Silvebergets gruvor, som 1610 hamnade i kronans reella ägo, vid sidan av bergsregalet, genom förläning åt hertig Gustaf Adolf. Efter några år under arrende indrogs det till kronan vid reduktionen som la ner verksamheten. I Söderbärke fanns mellan 1600- och 1800-talen flera bergsmanshammare, fast socknen dominerades av Larsbo bruk, Malingsbo bruk och Saxe hammare, samt hammare och manufakturverk under släkten Heijkensköld. Ludvika bruk värderades under slutet av 1700-talet som det största järnverket i Sverige. I bergslaget fanns 41 masugnar 1817.

### Socknar
- Ludvika kommun, del av
  - Grangärde socken
  - Ludvika socken
- Smedjebackens kommun
  - Norrbärke socken
  - Söderbärke socken
  - Malingsbo socken

## Österbergslagen
Österbergslagen motsvaras idag ungefärligt av Säters kommun, Hedemora kommun, och Avesta kommun. Dess bergslag motsvaras av Bispbergs bergslag och Nedre bergslagen. Vikabergs bergslag var benämningen på Olshyttebergets gruvor och hade därmed inte något att göra med Vika.

### Socknar
- Folkare härad, historisk indelning
  - Avesta kommun
    - Avesta socken
    - By socken
    - Folkärna socken
    - Grytnäs socken

  - Hedemora kommun, del av
    - Garpenbergs socken

- Övriga socknar
  - Säters kommun
    - Gustafs socken
    - Silvbergs socken
    - Stora Skedvi socken
    - Säters socken

  - Hedemora kommun, del av
    - Hedemora socken
    - Husby socken